# Иван Маринов (футболист, р. 1961)
Починал на 14.12.2023 г.
Вижте пояснителната страница за други личности с името Иван Маринов.
Иван Маринов Маринов (роден на 21 август 1961), наричан по прякор Чушката, е бивш български футболист, защитник. След края на състезателната си кариера работи като треньор по футбол.

## Професионална кариера

### Футболист
Като футболист Маринов започва кариерата си в Локомотив (Пловдив). Записва 71 мача с 1 гол за клуба – 12 мача в А група и 59 мача с 1 гол в Б група. През 1983 г. преминава в Спартак (Пловдив). През сезон 1989/90 играе в Спартак (Варна), след което се завръща в родния Локомотив.
В периода между 1978 и 1983 г. участва в 22 мача в Националния отбор за юноши (U18) и в 7 мача в Националния отбор за младежи (U21).
През 1979 г. е носител на сребърен медал от Европейското първенство на юноши (U18) във Виена (Австрия).

### Треньор
След тежка контузия през 1993 г. прекратява кариерата си на професионален футболист.
През 1995 г. започва като помощник-треньор на бившия национален селекционер Иван Вуцов. Впоследствие от 1997 до 1999 г. е старши треньор на „Локомотив“ (Пловдив), с който постига 5-о място от първенството на България и полуфинал от Купата на Република България.
В периода 2000-2011 г. работи в разни професионални отбори на висше професионално ниво в българския футбол. Преминава в отборите на „Рилски спортист“, „Локомотив“ (Пловдив), „Монтана“, „Несебър“.
В кариерата си има 2 пъти участие на полуфинал и четвъртфинал за Купата на Република България с „Локомотив“ (Пловдив) и „Рилски спортист“.
През 2007 година е лицензиран от УЕФА и притежава лиценз УЕФА-PRO.